# Nejtrestanější hráč 1. české hokejové ligy
Toto je seznam nejtrestanějších hráčů sezón v 1. české hokejové ligy. Sčítání statistik provádi web hokej.cz, který zaznamenává statistiky od roku 1999.

## Seznam nejtrestanějších hráčů

### Základní část
| Sezóna    | Vítěz               | Klub                         | Trestné minuty      |
| --------- | ------------------- | ---------------------------- | ------------------- |
| 1999/2000 | Martin Palinek      | HC Prostějov                 | 145 trestných minut |
| 2000/2001 | Richard Bauer       | KLH Chomutov                 | 126 trestných minut |
| 2001/2002 | David Novák         | HC Hvězda Brno               | 157 trestných minut |
| 2002/2003 | Radim Skuhrovec     | HC Vagnerplast Kladno        | 109 trestných minut |
| 2003/2004 | Zbyněk Sklenička    | HC Dukla Jihlava             | 171 trestných minut |
| 2004/2005 | Stanislav Stavenský | SK Kadaň                     | 190 trestných minut |
| 2005/2006 | Jiří Vašíček        | KLH Vajgar Jindřichův Hradec | 159 trestných minut |
| 2006/2007 | Petr Jelínek        | HC Rebel Havlíčkův Brod      | 202 trestných minut |
| 2007/2008 | Josef Révay         | KLH Chomutov                 | 163 trestných minut |
| 2008/2009 | Stanislav Procházka | HC Benátky nad Jizerou       | 116 trestných minut |
| 2009/2010 | Radek Duda          | KLH Chomutov                 | 161 trestných minut |
| 2010/2011 | Marian Morava       | HC Rebel Havlíčkův Brod      | 118 trestných minut |
| 2011/2012 | Marian Morava       | HC Rebel Havlíčkův Brod      | 154 trestných minut |
| 2012/2013 | Pavel Mrňa          | HC Stadion Litoměřice        | 130 trestných minut |
| 2013/2014 | Václav Skuhravý     | ČEZ Motor České Budějovice   | 129 trestných minut |
| 2014/2015 | Jakub Šulc          | HC Stadion Litoměřice        | 95 trestných minut  |
| 2015/2016 | Václav Skuhravý     | Rytíři Kladno                | 161 trestných minut |
| 2016/2017 | Martin Heřman       | ČEZ Motor České Budějovice   | 119 trestných minut |
| 2017/2018 | Tomáš Frolo         | VHK ROBE Vsetín              | 172 trestných minut |
| 2018/2019 | Milan Mikulík       | HC Frýdek-Místek             | 126 trestných minut |
| 2019/2020 | Michael Foltýn      | SK Trhači Kadaň              | 193 trestných minut |
| 2020/2021 | Patrik Marcel       | HC Stadion Litoměřice        | 95 trestných minut  |
| 2021/2022 | Jan Veselý          | SC Marimex Kolín             | 70 trestných minut  |
| 2022/2023 | Tomáš Šoustal       | HC RT TORAX Poruba 2011      | 79 trestných minut  |
| 2023/2024 | Markus Kojo         | VHK ROBE Vsetín              | 74 trestných minut  |
| 2024/2025 | Daniel Rákos        | HC Dynamo Pardubice B        | 77 trestných minut  |